# Mammelomys lanosus
Mammelomys lanosus és una espècie de mamífer rosegador de la família dels múrids. Viu a altituds d'entre 1.000 i 3.200 msnm a Indonèsia i Papua Nova Guinea. Els seus hàbitats naturals són els boscos primaris montans i els boscos molsosos pertorbats. És una espècie en risc mínim, és a dir, no sembla que hi hagi cap amenaça significativa per a la seva supervivència. El seu nom específic, lanosus, significa ‘llanós’ en llatí.